# Vanua Levu

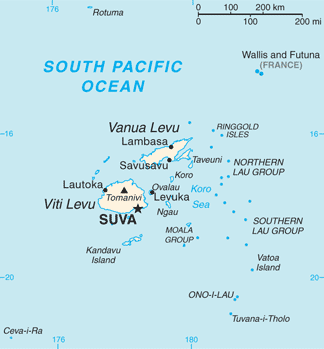
Localização de Vanua Levu em Fiji

Vanua Levu, antigamente conhecida como  ilhas Sandalwood, é a segunda maior ilha da República das Ilhas Fiji. Está localizada 64 km ao norte da ilha de Viti Levu, a maior do país. A ilha possui uma área de 5.587,1 km². A ilha possui 185 km de comprimento e uma largura média de aproximadamente de 30 km.

## Geografia
A ilha está dividida horizontalmente por uma cadeia montanhosa que forma a maior parte da divisa entre as províncias de Cakaudrove e Macuata.
Os maiores picos da ilha são o Monte Batini, também conhecido como Nasorolevu, com  1.111 metros de altitude, e, 16 km a nordeste o Dikeva, também conhecido como Monte Thurston, com 1.030 metros de altitude.
Vanua Levu possui muitos rio, incluindo os rios Labasa, Wailevu e Qawa. Estes três rios formam um delta na qual a cidade de Labasa se localiza.  Nenhum dos rios da ilha é  navegável por grandes embarcações.

## Demografia e atividades econômicas
As principais cidades da ilha são: Labasa e Savusavu. Labasa, com uma população de quase 24.095 habitantes (censo de 1996), possui uma grande comunidade indiana e é o principal centro da indústria açucareira do país. Savusavu é bem menor, possui uma população de 4.970 habitantes (1996), porém, é o principal centro turístico da ilha.
A principal atividade industrial da ilha é a produção de açúcar de cana, principalmente no norte. O turismo também vem se tornando uma grande indústria em Vanua Levu.

## Subdivisões administrativas
Para fins administrativos, Vanua Levu é dividida em três províncias: Bua (no oeste), Macuata (no nordeste) e Cakaudrove (no sudeste).  Estas três províncias formam a Divisão do Norte das ilhas Fiji.